# Zlatan
Zlatan je moško osebno ime.

## Izvor imena
Ime Zlatan je različica moškega osebnega imena Zlatko.

## Pogostost imena
Po podatkih Statističnega urada Republike Slovenije je bilo na dan 31. decembra 2007 v Sloveniji število moških oseb z imenom Zlatan: 124.